# Epacanthaclisis batangana
Epacanthaclisis batangana är en insektsart som beskrevs av C.-k. Yang 1992. Epacanthaclisis batangana ingår i släktet Epacanthaclisis och familjen myrlejonsländor. Inga underarter finns listade i Catalogue of Life.